# Falzia glandulosa
La falzia glandulosa (Asplenium petrarchae) és una espècie de falguera de la família Aspleniaceae present als Països Catalans.

## Característiques
És una falguera menuda amb les fulles densament pubescent-glandulars amb una longitud d'entre 5 i 14 cm. El pecíol més curt que la fulla d'un color marró fosc i brillant. Els sorus es disposen al llarg de la línia central de les fulles, subel·líptiques i confluents en la maduresa.

## Subespècies
Té dues subespècies: una diploide, Asplenium petrarchae ssp. bivalens amb un nombre cromosòmic de 2n = 72 i una autotetraploide per duplicació espontània del seu genoma, Asplenium petrarchae ssp. petrarchae, molt més abundants que les subespècies bivalents. La seva dotació genòmica és 4n = 144 cromosomes.

## Història natural
Esporula gairebé tot l'any. Viu entre les pedres dels murs de les terrasses i en les esquerdes de les roques de pedra calcària. Li agrada la llum i suporta un parell d'hores de sol directe de forma tangencial a les primeres i darreres hores del dia. No suporta la pluja directa sobre les fulles, preferint que la humitat de l'aigua de pluja arribi a les seves arrels per filtració a través del sòl amarat. En general creix bé dins de les esquerdes de les roques i entre les pedres dels murs de les terrasses, on hi cau la pluja. Tot i que suporta llargs períodes de sequera, els mesos més secs i calorosos d'estiu entra en estivació, deshidratant les seves fulles, que aparentment semblen mortes. Amb les primeres pluges de tardor les fulles seques es rehidraten i tornen a ser verdes ràpidament.